# Сафонов, Михаил Иванович (политик)
Михаи́л Ива́нович Сафо́нов (1903, дер. Хохлы, Псковская губерния — 27 октября 1950, Москва) — советский партийный и государственный деятель; председатель Новгородского облисполкома (1949).

## Биография
Родился в русской семье, с 10 лет батрачил.
В 1919 году в составе отряда волостного ревкома воевал на Эстонском фронте против белоэстонцев. Был инструктором Островского уездного комитета РКСМ.
В 1925 году вступил в РКП(б). Был первым секретарём Батецкого районного комитета ВКП(б) (Ленинградская область), вторым секретарём Кингисеппского окружного комитета ВКП(б), затем — начальником Ленинградского областного земельного отдела. Учился в Коммунистическом университете.
С 1940 года — уполномоченный ЦК ВКП(б) и Совнаркома в Эстонской ССР.
С 15 августа 1941 года — в боях Великой Отечественной войны. В 1941 году был легко ранен под Козе в Эстонии. В качестве особоуполномоченного штаба обороны участвовал в обороне Таллина. Воевал в должности заместителя начальника политотдела тыла, затем — военкома, начальника политотдела Инженерного отдела Балтийского флота в звании полкового комиссара, капитана 2-го ранга, занимался организацией доставки через Ладожское озеро боезапаса, топлива, продуктов питания для Ленинградского фронта и Балтийского флота.
Демобилизован в 1944 году, назначен первым заместителем председателя Леноблисполкома. Окончил Высшую партийную школу при ЦК ВКП(б). С января по сентябрь 1949 года — председатель Исполнительного комитета Новгородского областного Совета.
Избирался депутатом (от Ленинградской области) Верховного Совета РСФСР 1-го (1938—1947) и 2-го (с 1947) созывов.
22 сентября 1949 года был арестован. 28 октября 1950 года по обвинению в участии в контрреволюционной группе, действующей в Ленинграде, Военной коллегией Верховного суда СССР приговорён к высшей мере наказания, расстрелян на следующий день. Похоронен на Донском кладбище (могила 3).
14 мая 1954 года реабилитирован Военной коллегией Верховного суда СССР.

### Семья
- Жена — Анна Петровна (? — 1969; похоронена на Казанском кладбище в Пушкине). После войны работала в институте протезирования. В 1950 году была арестована и осуждена как «жена врага народа», находилась в Карлаге. Освобождена в 1954 году[3].
- Сыновья:
  - Владимир (10 февраля 1925, Псков — 5 марта 1988; похоронен на Казанском кладбище в Пушкине), служил в пушкинском Высшем военно-морском инженерном училище, капитан 1 ранга[3].
  - Лев (≈1932 — ?). С июля 1941 года до конца войны находился в эвакуации в Сибири. В 1950 году как «сын врага народа» осуждён на 7 лет лагерей с конфискацией имущества; освобождён в 1954 году[3].

## Награды
- орден Трудового Красного Знамени (4.4.1939) — за выдающиеся успехи в сельском хозяйстве, в частности, за достижение высоких показателей по льноводству и животноводству[1]
- орден Красной Звезды (22.2.1943)[4]
- медаль «За оборону Ленинграда»[5]
- орден Отечественной войны I степени (8.8.1944) — за умелое обеспечение всех заданий Военного совета КБФ, возложенных на инженерные органы в борьбе с немецким фашизмом, и проявленное при этом личное межуство[5]

## Память
Имя М. И. Сафонова выбито на надгробии жены и сына на Казанском кладбище в Пушкине.
Упомянут на Памятнике руководителям Ленинграда и Ленинградской области на Донском кладбище в Москве.
Упомянут на Памятной доске репрессированным руководителям Ленинградской области, установленной в фойе Областного выставочного зала «Смольный» (ул. Смольного, д. 3) в знак благодарности за огромный вклад в оборону Ленинграда, освобождение от немецко-фашистских захватчиков и послевоенное восстановление Ленинградской области.

## Адреса
в Ленинграде
- Петроградская сторона, Большой проспект, д.33а, кв.3[2].